# Krematorium Sihlfeld A

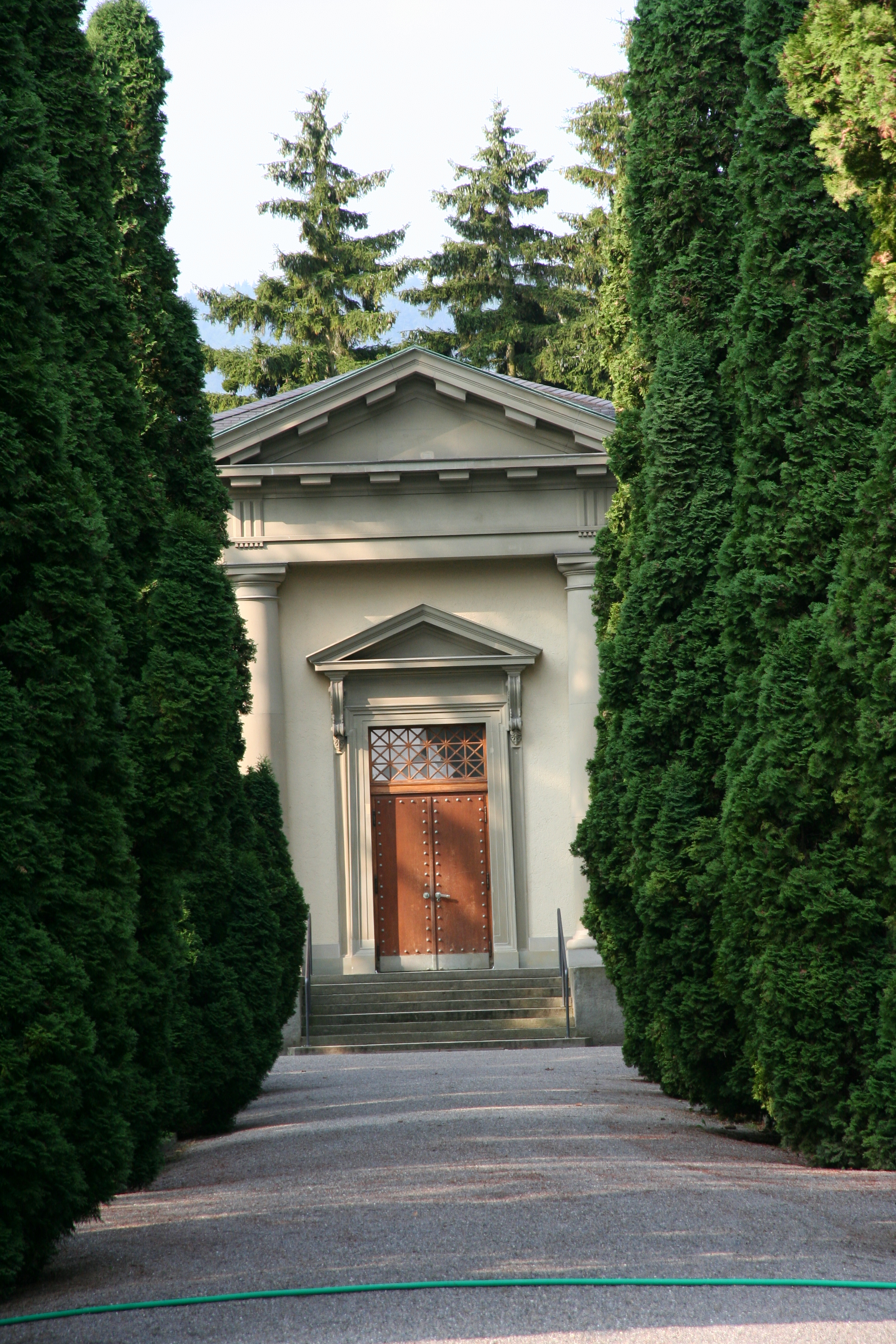
Krematorium Sihlfeld A

Das 1889 eröffnete Krematorium Sihlfeld A war das erste Krematorium der Schweiz. Es befindet sich in der Stadt Zürich auf dem Friedhof Sihlfeld im Sektor A und dient seit 1936 für die Friedhofssektoren A, C und E als Friedhofskapelle. Abgelöst wurde das Krematorium Sihlfeld A durch das Krematorium Sihlfeld D im Jahr 1915.

## Geschichte
Die Feuerbestattung war in Europa schon in der Antike und im Frühmittelalter angewendet worden. Karl der Grosse erklärte 785 die Erdbestattung als einzige christliche Bestattungsart, sodass die Feuerbestattung für Jahrhunderte im Abendland verboten war. Erst Ende des 18. Jahrhunderts wurde vermehrt an die Möglichkeit von Feuerbestattungen gedacht. Das erste Krematorium in Deutschland wurde am 10. Dezember 1878 auf dem Hauptfriedhof in Gotha eröffnet. Der Zürcher Johann Jakob Wegmann-Ercolani verfasste die Schrift „Die Leichenverbrennung als rationellste Bestattungsart“ und führte 1874 in Zürich zwei Volksversammlungen zum Thema durch, wonach der Zürcher Feuerbestattungsverein mit dem Ziel der Einführung von Feuerbestattungen in Zürich gegründet wurde. Im Zeitraum von 15 Jahren setzte sich der Verein für die Belange der Feuerbestattung ein, sodass diese in Zürich rechtlich erlaubt wurde und mit den finanziellen Mitteln des Vereins das erste Krematorium von Zürich gebaut werden konnte. Am 15. Juni 1889 wurde das nach Plänen des Stadtbaumeisters Arnold Geiser errichtete Krematorium auf dem Friedhof Sihlfeld eingeweiht. Bis zum Jahr 1900 wurde das Krematorium durch den Verein betrieben, ab dem 1. Januar 1900 übernahm die Stadt Zürich das Krematorium auf dem Friedhof Sihlfeld. Obwohl sich die Stadt verpflichtete, innert fünf Jahren ein neues Krematorium samt Urnennischen zu errichten, dauerte es bis zum 12. März 1915, bis das zweite Krematorium auf dem Friedhof Sihlfeld D eröffnet wurde. Mit dessen Einweihung löste sich der Zürcher Feuerbestattungsverein auf und die Kremation im Krematorium Sihlfeld A wurde eingestellt. In den Jahren 1934 bis 1936 wurde das Krematorium purifiziert und in eine Friedhofskapelle umgebaut. Dies geschah unter Stadtbaumeister Hermann Herter. 1991 bis 1992 erfolgte eine Renovation.

## Baubeschreibung

### Lage und Äusseres
Das Krematorium Sihlfeld A befindet sich auf der Verlängerung der Zypressenstrasse auf der Sichtachse des Eingangsportals vom Friedhof Sihlfeld. Es handelt sich um einen längsrechteckigen Bau, der in Anlehnung an einen griechischen Tempel in einer spätklassizistischen Architektursprache erbaut wurde. Vor dem Eingang des Krematoriums befindet sich eine Freitreppe, die Vorderseite des Gebäudes wurde als Tempelfront gestaltet, die Seitenfassaden sind durch Wandpilaster rhythmisiert. Auf der Rückseite des Gebäudes befanden sich die technischen Räume sowie das Kokslager.

### Ursprüngliche Innenausstattung

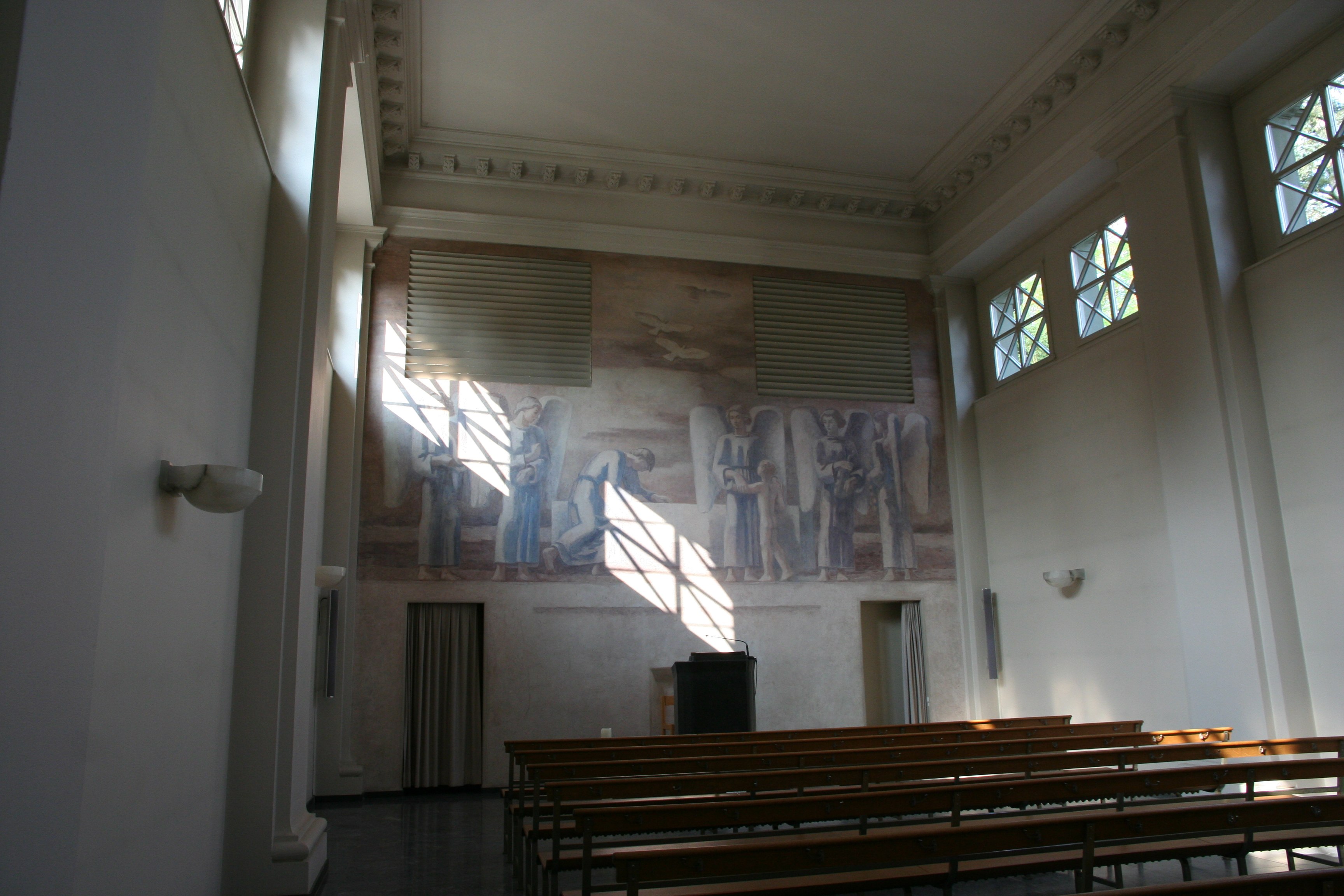
Innenansicht mit Gemälde von Karl Walser

Im rechteckigen Hauptraum des Krematoriums stand der Ofen frei im Raum und war mit einem Katafalk eingekleidet. An den Längswänden befanden sich als Kolumbarium die Nischen zur Aufnahme der Urnen. Bei einer Abschiedsfeier war die Trauergemeinde stehend im Raum anwesend. Der Sarg wurde horizontal in den Ofen eingefahren, um keine Assoziation zur Erdbestattung aufkommen zu lassen. Der antikisierende Schmuck des Ofens und die tempelähnliche Form des Gebäudes bildeten einen Gegenpol zur modernen Technik der Einäscherung.

### Heutige Innengestaltung
Das Äussere des einstigen Krematoriums blieb weitgehend erhalten. Der Innenraum präsentiert sich dagegen seit dem Umbau und der Purifizierung in den Jahren 1934 bis 1936 als schlichter, längsrechteckiger Raum. An der Südwestseite befindet sich das Rednerpult, das aus schwarzem Stein gearbeitet wurde. Als einziges Schmuckelement besitzt der Raum ein Gemälde von Karl Walser, das eine Trauernde Figur zeigt, die von fünf tröstenden Engeln umgeben ist. Drei Vögel lassen mit ihrem Flug den Blick des Betrachters himmelwärts schweifen. Im oberen Teil der Stirnwand sind Schallschlitze eingelassen, hinter denen sich die Orgel der Abdankungskapelle befindet.

### Orgel
Es handelt sich um eine pneumatische Taschenladenorgel der Firma Metzler Orgelbau, Dietikon, mit zwölf klingenden Registern auf zwei Manualen und Pedal. Die Orgel steht für die Zuhörer unsichtbar in einer Orgelkammer hinter der Frontwand.
| I Hauptwerk C–g3 |    |
| Prinzipal        | 8′ |
| Gemshorn         | 8′ |
| Oktave           | 4′ |
| Flöte            | 4′ |
| Superoktave      | 2′ |

| II Schwellwerk C–g3    |      |
| Gedeckt                | 16′  |
| Gedeckt (Verlängerung) | 8′   |
| Salicional             | 8′   |
| Unda maris             | 8′   |
| Blockflöte             | 4′   |
| Mixtur                 | 2/3′ |
| Quinte (Auszug)        | 2/3′ |
| Tremulant              |      |

| Pedal C–d1             |     |
| Subbass                | 16′ |
| Gedeckt (Transmission) | 16′ |
| Spillflöte             | 8′  |

- Normalkoppeln: II/I, I/P, II/P
- Spielhilfen: eine freie Kombination, Absteller Manual 16'